# Olympische Sommerspiele 2024/Teilnehmer (Nepal)
| Gelbes Symbol für Goldmedaillen mit stilisierten Olympischen Ringen | Graues Symbol für Silbermedaillen mit stilisierten Olympischen Ringen | Braundes Symbol für Bronzemedaillen mit stilisierten Olympischen Ringen |
| ------------------------------------------------------------------- | --------------------------------------------------------------------- | ----------------------------------------------------------------------- |
| —                                                                   | —                                                                     | —                                                                       |

Nepal nahm an den Olympischen Spielen 2024 vom 26. Juli bis zum 11. August 2024 in Paris teil. Es war die insgesamt 15. Teilnahme an Olympischen Sommerspielen. Fahnenträgerin bei der Eröffnungsfeier war Judoka Manita Shrestha Pradhan.

## Teilnehmer nach Sportarten

### Badminton
Für die Teilnahme am Einzelwettbewerb der Männer erhielt Nepal eine Wildcard.
| Athleten     | Wettbewerb | Gruppenphase | Gruppenphase       | Gruppenphase | Gruppenphase | Achtelfinale  | Achtelfinale  | Viertelfinale | Viertelfinale | Halbfinale    | Halbfinale    | Finale / Platz 3 | Finale / Platz 3 | Rang |
| Athleten     | Wettbewerb | Gegner       | Ergebnis           | Punkte       | Rang         | Gegner        | Ergebnis      | Gegner        | Ergebnis      | Gegner        | Ergebnis      | Gegner           | Ergebnis         | Rang |
| ------------ | ---------- | ------------ | ------------------ | ------------ | ------------ | ------------- | ------------- | ------------- | ------------- | ------------- | ------------- | ---------------- | ---------------- | ---- |
| Männer       |            |              |                    |              |              |               |               |               |               |               |               |                  |                  |      |
| Prince Dahal | Einzel     | V. Axelsen   | 0:2 (8:21, 6:21)   | 0            | 4            | ausgeschieden | ausgeschieden | ausgeschieden | ausgeschieden | ausgeschieden | ausgeschieden | ausgeschieden    | ausgeschieden    | 38   |
| Prince Dahal | Einzel     | N. Nguyen    | 0:2 (7:21, 5:21)   | 0            | 4            | ausgeschieden | ausgeschieden | ausgeschieden | ausgeschieden | ausgeschieden | ausgeschieden | ausgeschieden    | ausgeschieden    | 38   |
| Prince Dahal | Einzel     | M. Zilberman | 0:2 (12:21, 10:21) | 0            | 4            | ausgeschieden | ausgeschieden | ausgeschieden | ausgeschieden | ausgeschieden | ausgeschieden | ausgeschieden    | ausgeschieden    | 38   |

### Judo
Über die IJF-Weltrangliste konnte sich eine nepalesische Judoka im Leichtgewicht der Frauen qualifizieren.
| Athleten                | Wettbewerb       | 1. Runde   | 1. Runde | 2. Runde | 2. Runde | Achtelfinale  | Achtelfinale  | Viertelfinale | Viertelfinale | Halbfinale / Trostrunde | Halbfinale / Trostrunde | Finale / Platz 3 | Finale / Platz 3 | Rang |
| Athleten                | Wettbewerb       | Gegner     | Ergebnis | Gegner   | Ergebnis | Gegner        | Ergebnis      | Gegner        | Ergebnis      | Gegner                  | Ergebnis                | Gegner           | Ergebnis         | Rang |
| ----------------------- | ---------------- | ---------- | -------- | -------- | -------- | ------------- | ------------- | ------------- | ------------- | ----------------------- | ----------------------- | ---------------- | ---------------- | ---- |
| Frauen                  |                  |            |          |          |          |               |               |               |               |                         |                         |                  |                  |      |
| Manita Shrestha Pradhan | Klasse bis 57 kg | M. Perišić | 0:10     | —        | —        | ausgeschieden | ausgeschieden | ausgeschieden | ausgeschieden | ausgeschieden           | ausgeschieden           | ausgeschieden    | ausgeschieden    | 17   |

### Leichtathletik
Kein nepalesischer Leichtathlet konnte die Olympianormen des Weltverbandes erreichen. Über den Universalstartplatz nahm Santoshi Shrestha am Marathon der Frauen teil.
Laufen und Gehen
| Athleten          | Wettbewerb | Vorlauf | Vorlauf | Halbfinale | Halbfinale | Finale    | Finale | Rang |
| Athleten          | Wettbewerb | Zeit    | Rang    | Zeit       | Rang       | Zeit      | Rang   | Rang |
| ----------------- | ---------- | ------- | ------- | ---------- | ---------- | --------- | ------ | ---- |
| Frauen            |            |         |         |            |            |           |        |      |
| Santoshi Shrestha | Marathon   | —       | —       | —          | —          | 2:55:06 h | 79     | 79   |

### Schießen
Für die Teilnahme am Wettbewerb mit dem Luftgewehr der Frauen erhielt Nepal eine Wildcard.
| Athleten       | Wettbewerb      | Qualifikation   | Qualifikation | Finale          | Finale        |
| Athleten       | Wettbewerb      | Ringe/ Scheiben | Rang          | Ringe/ Scheiben | Rang          |
| -------------- | --------------- | --------------- | ------------- | --------------- | ------------- |
| Frauen         |                 |                 |               |                 |               |
| Sushmita Nepal | 10 m Luftgewehr | 607,8           | 42            | ausgeschieden   | ausgeschieden |

### Schwimmen
| Athleten       | Wettbewerb     | Vorlauf     | Vorlauf | Halbfinale    | Halbfinale    | Finale        | Finale        | Rang |
| Athleten       | Wettbewerb     | Zeit        | Rang    | Zeit          | Rang          | Zeit          | Rang          | Rang |
| -------------- | -------------- | ----------- | ------- | ------------- | ------------- | ------------- | ------------- | ---- |
| Frauen         |                |             |         |               |               |               |               |      |
| Duana Lama     | 200 m Freistil | 2:20,74 min | 30      | ausgeschieden | ausgeschieden | ausgeschieden | ausgeschieden | 30   |
| Männer         |                |             |         |               |               |               |               |      |
| Alexander Shah | 100 m Freistil | 51,91 s     | 59      | ausgeschieden | ausgeschieden | ausgeschieden | ausgeschieden | 59   |

### Tischtennis
Durch seinen Sieg beim südasiatischen Qualifikationsturnier im heimischen Kathmandu erhielt Santoo Shrestha einen Startplatz für das Männereinzel.
| Athleten        | Wettbewerb | 1. Runde | 1. Runde | 2. Runde      | 2. Runde      | 3. Runde      | 3. Runde      | Achtelfinale  | Achtelfinale  | Viertelfinale | Viertelfinale | Halbfinale    | Halbfinale    | Finale / Platz 3 | Finale / Platz 3 | Rang |
| Athleten        | Wettbewerb | Gegner   | Erg.     | Gegner        | Erg.          | Gegner        | Erg.          | Gegner        | Erg.          | Gegner        | Erg.          | Gegner        | Erg.          | Gegner           | Erg.             | Rang |
| --------------- | ---------- | -------- | -------- | ------------- | ------------- | ------------- | ------------- | ------------- | ------------- | ------------- | ------------- | ------------- | ------------- | ---------------- | ---------------- | ---- |
| Männer          |            |          |          |               |               |               |               |               |               |               |               |               |               |                  |                  |      |
| Santoo Shrestha | Einzel     | I. Diaw  | 0:4      | ausgeschieden | ausgeschieden | ausgeschieden | ausgeschieden | ausgeschieden | ausgeschieden | ausgeschieden | ausgeschieden | ausgeschieden | ausgeschieden | ausgeschieden    | ausgeschieden    | 65   |